# Pita de carpó blau
La pita de carpó blauHydrornis soror és una espècie d'ocell de la família dels pítids (Pittidae) que habita localment als boscos de les muntanyes de sud-est de la Xina, Hainan, sud-est de Tailàndia i Indoxina.